# Verwaltungsgemeinschaft Saale-Rennsteig

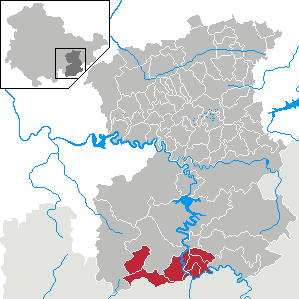
Lage der ehemaligen Verwaltungsgemeinschaft im Saale-Orla-Kreis

In der Verwaltungsgemeinschaft Saale-Rennsteig aus dem thüringischen Saale-Orla-Kreis hatten sich von 1994 bis 2019 sieben Gemeinden zur Erledigung ihrer Verwaltungsgeschäfte zusammengeschlossen. Sie lag zwischen den Städten Schleiz und Naila.
Sitz der Verwaltungsgemeinschaft war Blankenstein. Letzter Vorsitzender der Verwaltungsgemeinschaft war Helmut Wirth.

## Die Gemeinden
- Birkenhügel mit Ortsteil Pirk
- Blankenberg mit Ortsteil Arlas
- Blankenstein mit den Ortsteilen Absang und Bärwinkel
- Harra mit Ortsteil Kießling
- Neundorf (bei Lobenstein)
- Pottiga
- Schlegel mit Ortsteil Seibis

## Geschichte
Die Verwaltungsgemeinschaft wurde am 18. Juni 1994 gegründet. Im Rahmen der Gebietsreform in Thüringen wurde die Verwaltungsgemeinschaft am 1. Januar 2019 aufgelöst, die Mitgliedsgemeinden schlossen sich zur Gemeinde Rosenthal am Rennsteig zusammen.

### Einwohnerentwicklung
Entwicklung der Einwohnerzahl (Stand: jeweils 31. Dezember):
| - 1994: 5682 - 1995: 5638 - 1996: 5605 - 1997: 5660 - 1998: 5574 - 1999: 5576 | - 2000: 5512 - 2001: 5456 - 2002: 5391 - 2003: 5323 - 2004: 5252 - 2005: 5115 | - 2006: 5000 - 2007: 4855 - 2008: 4780 - 2009: 4680 - 2010: 4593 - 2011: 4521 | - 2012: 4351 - 2013: 4277 - 2014: 4224 - 2015: 4181 - 2016: 4117 - 2017: 4048 |

 Datenquelle: Thüringer Landesamt für Statistik